# SK Rakovník
SK Rakovník je češki nogometni klub iz Rakovníka. Klub trenutno igra u regionalnim ligama, a igrao je dvije sezone u Prvoj čehoslovačkoj ligi. Klub je osnovan 1903. godine pod imenom Sportovní Kroužek Rakovnik. Sljedeće godine klub mijenja ime u SK Rakovník, nakon čega su se pod tim imenom natjecali do 1948.
Za Rakovník je je igralo puno poznatih igrača kao što su: Oldřich Nejedlý, Josef Košťálek, Aleš Chvalovský, Pavel Drsek, Radek Sňozík, Martin Psohlavec.

## Imena kluba
- 1903. – Sportovní kroužek Rakovník
- 1904. – SK Rakovník
- 1949. – Sokol Rakovník KZ
- 1951. – Sokol TOS Rakovník
- 1953. – Spartak Rakovník
- 1958. – Lokomotiva Rakovník
- 1967. – ČKZ Rakovník
- 1968. – SK Rakovník
- 1973. – ČKZ Rakovník
- 1991. – SK Rakovník

## Vanjske poveznice
- * Službena stranica (češ.)